# گابریل زاکوانی
گابریل زاکوانی (انگلیسی: Gabriel Zakuani؛ زادهٔ ۳۱ مهٔ ۱۹۸۶) بازیکن فوتبال اهل جمهوری دموکراتیک کنگو است.
از باشگاه‌هایی که در آن بازی کرده‌است می‌توان به باشگاه فوتبال فولام، باشگاه فوتبال پیتربورو یونایتد، باشگاه فوتبال لیتون اورینت، و باشگاه فوتبال استوک سیتی اشاره کرد.
وی همچنین در تیم ملی فوتبال جمهوری دموکراتیک کنگو بازی کرده‌است.